# Bundesverwaltung (Deutschland)
Die Bundesverwaltung bezeichnet in Deutschland die Behörden und Einrichtungen des Bundes, die mit dem Vollzug von Bundesangelegenheiten betraut sind.
In den über 900 Bundesbehörden, Bundesministerien und Bundesgerichten inklusive der Bundeswehr, sind ungefähr 500.000 Menschen beschäftigt.
Die Ausführung von Bundesgesetzen obliegt grundsätzlich den Ländern (Art. 83 GG), ausnahmsweise gemäß Art. 86 GG dem Bund.

## Verwaltungskompetenz
Die Verwaltungskompetenz zur Ausführung von Bundesgesetzen durch den Bund (bundeseigene Verwaltung) bezieht sich nur auf die in Art. 87 bis Art. 89 GG enumerativ festgelegten Bereiche.

## Trennungsprinzip
Die Verwaltungszuständigkeiten von Bund und Ländern sind grundsätzlich getrennt. Ein Mitentscheiden oder Zusammenwirken bundeseigener und landeseigener Verwaltung soll in einem föderalistischen Staatswesen vermieden werden. Nur bei der Erfüllung von Gemeinschaftsaufgaben (Art. 91a bis Art. 91e GG) ist ausnahmsweise eine sog. Mischverwaltung zulässig. Eine kooperative Zusammenarbeit in einem Bereich, der eine Bündelung des zur Verfügung stehenden Sachverstandes auf Bund- und Länderebene wie auch eine enge Abstimmung der jeweils zu treffenden Verwaltungsentscheidungen erfordert, ist hingegen unbedenklich. Ein Beispiel sind die koordinierten Jugendschutzentscheidungen der Bundesprüfstelle für jugendgefährdende Medien und der Kommission für Jugendmedienschutz (KJM).

## Verwaltungsträger

### Unmittelbare Bundesverwaltung
Die unmittelbare Staatsverwaltung auf Bundesebene wird ausgeübt durch Oberste Bundesbehörden wie die Bundesministerien und den Bundesrechnungshof sowie Bundesoberbehörden, etwa das Bundesamt für Verfassungsschutz, das Bundesverwaltungsamt oder das Bundeskartellamt ohne eigenen Verwaltungsunterbau, Bundesmittelbehörden (Beispiel: die Wasser- und Schifffahrtsdirektionen) und Unterbehörden, beispielsweise die Hauptzollämter. Eine Ausnahme stellt dabei die 2016 gegründete Generalzolldirektion dar, die an die Stelle der vorherigen Mittelbehörden der Bundesfinanzverwaltung getreten ist. Sie gilt zwar als Oberbehörde, besitzt jedoch hierfür untypisch mit den Hauptzollämtern und Zollfahndungsämtern einen eigenen Unterbau. Der Auswärtige Dienst, die Bundeswehrverwaltung, die Verwaltung der Bundeswasserstraßen und der Schifffahrt sowie die Bundesfinanzverwaltung werden als bundeseigene Verwaltung mit eigenem Verwaltungsunterbau geführt.

### Mittelbare Bundesverwaltung
Die mittelbare Staatsverwaltung auf Bundesebene wird durch juristische Personen des öffentlichen Rechts, insbesondere bundesunmittelbare Körperschaften, Anstalten, Stiftungen sowie die Beliehenen ausgeübt.

## Verfahrensrecht und Kosten
Für die öffentlich-rechtliche Verwaltungstätigkeit der Verwaltungsträger des Bundes gilt das Verwaltungsverfahrensgesetz. Gebühren für individuell zurechenbare öffentliche Leistungen werden nach dem Bundesgebührengesetz (BGebG) erhoben.